# 飯田琢也
飯田 琢也（いいだ たくや）は、日本の科学者。大阪公立大学大学院教授。

## 概要
大阪大学基礎工学部電子物理科学科卒業、大阪大学大学院基礎工学研究科物理系専攻博士前期課程短縮修了、大阪大学大学院基礎工学研究科物理系専攻博士後期課程短縮終了、博士（理学）。2017年より大阪府立大学研究推進機構 21世紀科学研究センターLAC-SYS研究所所長、2020年より大阪府立大学教授。
2019年には村田製作所との共同で「ポータブル光濃縮システム」を開発。このことにより食品工場などでO-157などの有害細菌の有無などを検査をする際に多くの時間を要していたのを大幅に短縮でき、かつ機器を用意に持ち運べるようになることを実現した。
2020年には科学技術振興機構の事業で「ハニカム型光濃縮基板」を開発。これによりレーザーを照射しているものの、生態サンプルのダメージを生存率80 - 90%と低く抑える、かつ高密度に濃縮できるようになった。